# Electronic Frontier Foundation
La Electronic Frontier Foundation (EFF), en español Fundación Frontera Electrónica, es una organización sin ánimo de lucro con sede en San Francisco, Estados Unidos con el objetivo declarado de dedicar sus esfuerzos a conservar los derechos de libertad de expresión, como los protegidos por la Primera Enmienda a la Constitución de Estados Unidos, en el contexto de la era digital actual. Su objetivo principal declarado es educar a la prensa, los legisladores y al público sobre las cuestiones sobre libertades civiles que están relacionadas con la tecnología y actuar para defender esas libertades. La EFF es una organización con miembros que se mantienen a base de donaciones y cuya sede está en San Francisco, California, con personal en Toronto, Ontario y Washington D. C..

## Actuaciones
La EFF ha actuado de varias maneras:
- Proporcionando o financiando defensa legal en los tribunales.
- Defendiendo a los individuos y las nuevas tecnologías del efecto inhibitorio provocado por amenazas legales que considera infundadas o mal dirigidas.
- Proporcionando asesoramiento al gobierno y los tribunales.
- Organizando acciones políticas y correos masivos.
- Apoyando algunas tecnologías nuevas que cree que ayudan a preservar las libertades individuales.
- Manteniendo una base de datos y páginas web sobre noticias e información relacionadas.
- Monitorizando y cuestionando la legislación potencial que, según su criterio, violaría las libertades individuales y el fair use.
- Solicitando una lista de lo que considera abusos de patentes, con la intención de vencer a las que no considera meritorias.

## Historia

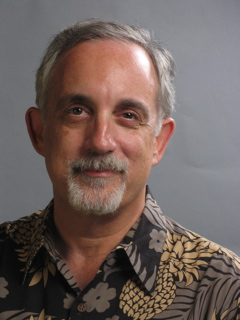
Mitch Kapor, fundador de la EFF.

Logotipo usado hasta 2018

La Electronic Frontier Foundation fue fundada en julio de 1990 por Mitch Kapor, John Gilmore y John Perry Barlow. Los fundadores se conocieron a través de la comunidad virtual The WELL.
La creación de la organización estuvo motivada por el registro y embargo que Steve Jackson Games sufrió por parte del servicio secreto de Estados Unidos a principios de 1990. En esa época se estaban llevando a cabo otras redadas policiales similares, aunque oficialmente sin conexión, por todo Estados Unidos, como parte de una fuerza operativa estatal y federal llamada Operación Sundevil. Sin embargo, el caso de Steve Jackson Games, el primer caso de la EFF que llamó la atención, fue el principal punto de partida desde el que la EFF comenzó a defender las libertades civiles relacionadas con la informática e Internet. El segundo caso importante de la EFF fue el de Bernstein contra los Estados Unidos, llevado por Cindy Cohn, en el que el programador y profesor Daniel Bernstein demandó al gobierno el permiso para publicar su software de cifrado, Snuffle, y el artículo que lo describía. En tiempos recientes, la organización ha estado involucrada en la defensa de Edward Felten, Jon Johansen y Dmitry Sklyarov.

## Actividades

### Legislativa
La EFF fue impulsora activa del Email Privacy Act, una ley que actualizaba la legislación y aumentó los requisitos para que el estado accediera a correos electrónicos de personas.

### Premios
Tiene dos premios principales:
El EFF Pioneer Award, entregado anualmente para reconocer individuos quienes en su opinión son "líderes que extienden la libertad y la innovación en la frontera electrónica". En 2017 los galardonados fueron Chelsea Manning, Mike Masnick y Annie Game.
Los EFF Cooperative Computing Awards  son una serie de premios que buscan "incentivar a usuarios comunes de Internet a contribuir para resolver grandes problemas científicos", los que son entregados a los primeros individuos o grupos que descubran un número primo con un número determinado de decimales. Estos premios son financiados por un donante anónimo. Los premios son:
- $50,000 al primer individuo o grupo que descubra un número primo con al menos 1,000,000 dígitos decimales – Entregado el 6 de abril de 2000.[8]
- $100,000 al primer individuo o grupo que descubra un número primo con al menos 10,000,000 dígitos decimales – Entregado el 14 de octubre de 2009.[9]
- $150,000 al primer individuo o grupo que descubra un número primo con al menos 100,000,000 dígitos decimales.
- $250,000 al primer individuo o grupo que descubra un número primo con al menos 1,000,000,000 dígitos decimales.

### Publicaciones
EFF publica a través de varios medios como el periódico en línea  EFFector  (ISSN 1062-9424), así como sus sitios web, blogs y servicios de redes sociales.
El primer libro de EFF se publicó en 1993 como  La gran guía del dummy para Internet ,un manual de instrucciones para principiantes escrito por el  escritor técnico Adam Gaffin, y puesto a disposición para su descarga gratuita en muchos formatos. MIT Press lo publicó en forma de libro de bolsillo en 1994 como  La guía de todo el mundo para Internet (ISBN 9780262571050). La edición en línea se actualizó regularmente a lo largo de la década de 1990 y principios de 2000, y se tradujo a docenas de idiomas.
El segundo libro de la organización, Protecting Yourself Online (ISBN 9780062515124), una visión general de las libertades civiles digitales, fue escrita en 1998 por el escritor técnico Robert B. Gelman y el director de Comunicaciones del EFF Stanton McCandlish, y publicada por HarperCollins.
El tercer libro, Cracking DES: Secrets of Encryption Research, Wiretap Politics & Chip Design (ISBN 9781565925205), centrándose en el proyecto DES Cracker de EFF, se publicó el mismo año por O'Reilly Media.
Un libro digital, Pwning Tomorrow, a antropología de ficción especulativa, fue producido en 2015 como parte de las actividades del 25 aniversario de EFF, fue producido en 2015 como parte de las actividades del 25 aniversario de EFF,  incluyendo Charlie Jane Anders, Paolo Bacigalupi, Lauren Beukes, David Brin, Pat Cadigan, Cory Doctorow, Neil Gaiman, Eileen Gunn, Kameron Hurley, James Patrick Kelly, Ramez Naam, Annalee Newitz, Hannu Rajaniemi, Rudy Rucker, Lewis Shiner, Bruce Sterling, and Charles Yu.
El blog de la Electronic Frontier Foundation, DeepLinks, es una sección principal de su sitio web principal en EFF.org
La EFF envió un video mensaje de apoyo al movimiento de base global CryptoParty.

## Software
La EFF ha desarrollado algunos software y add-ons para navegadores, incluyendo HTTPS Everywhere, Privacy Badger y Switzerland.
También llevó un proyecto llamado Secure Messaging Scorecard el cual "evaluaba apps y herramientas basadas en un conjunto de siete criterios específicos desde si los mensajes fueron encriptados en tránsito hasta si el código fue recientemente auditado o no."